# Bezirkskrankenhaus Bayreuth

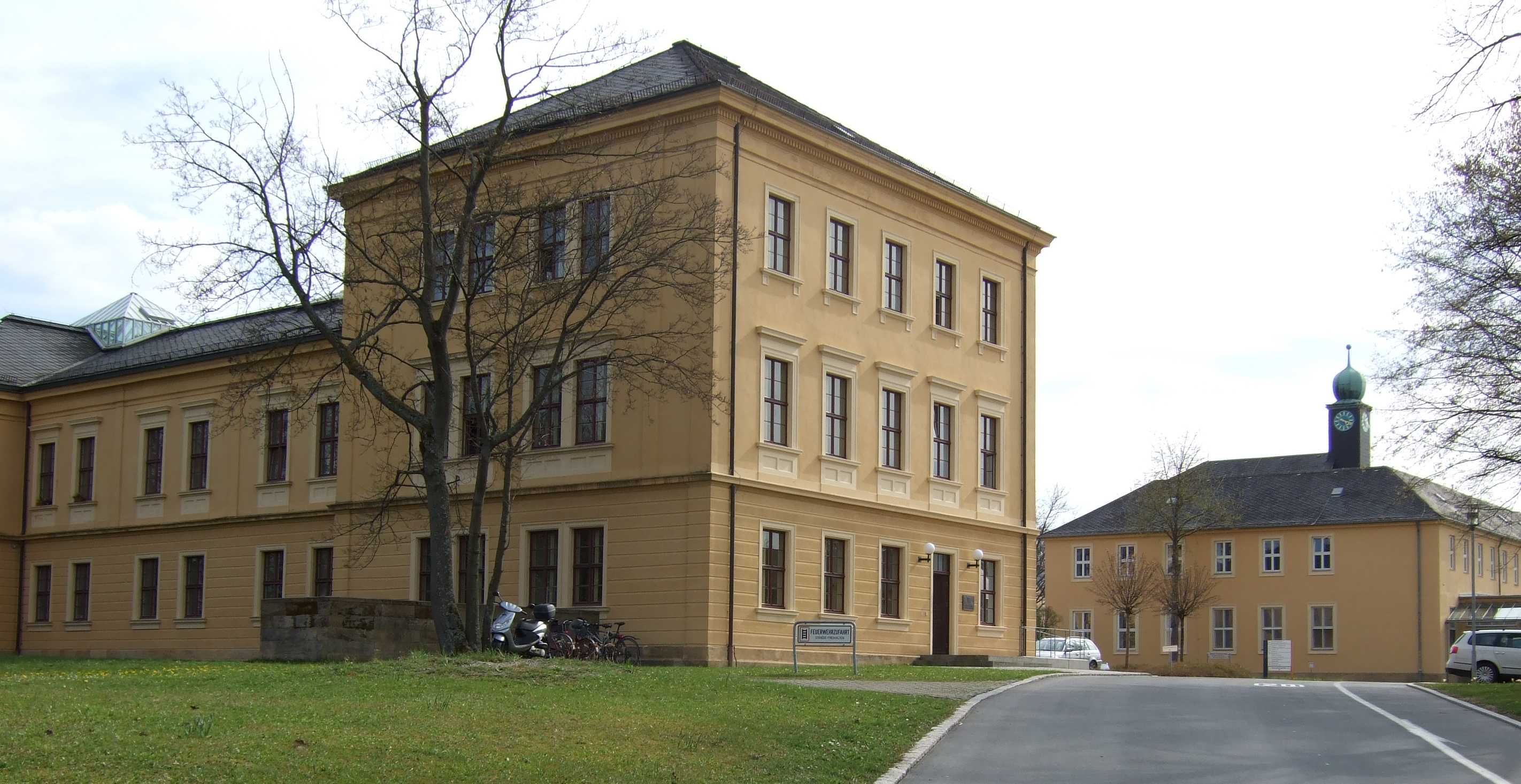
Altbau des Bezirkskrankenhauses

Das Bezirkskrankenhaus Bayreuth (kurz: BKH Bayreuth) ist ein Krankenhaus in Bayreuth im Regierungsbezirk Oberfranken. Es ist ein Fachkrankenhaus mit Fachabteilungen für Psychiatrie, Psychotherapie, Psychosomatik, Kinder- und Jugendpsychiatrie und -psychotherapie sowie Forensische Psychiatrie und Lehrkrankenhaus der Friedrich-Alexander-Universität Erlangen-Nürnberg. Das Krankenhaus verfügt über 481 vollstationäre sowie 30 teilstationäre Behandlungsplätze und gehört zum Kommunalunternehmen Gesundheitseinrichtungen des Bezirks Oberfranken (GeBO), einer Anstalt des öffentlichen Rechts.

## Geschichte

### Anfänge
Ein erstes „Narrenhaus“ ist im Jahr 1538 in der Stadt nachweisbar. Bis 1700 stand das Gebäude im Bereich des Unteren Tors und wurde in jenem Jahr wegen Baufälligkeit ersetzt. Bis 1784 wurden „Geisteskranke“ im oberen Stockwerk des zwischen 1724 und 1735 errichteten Zuchthauses im Stadtteil Sankt Georgen untergebracht, ebenso wie „Widerspenstige“, die sich Weisungen ihrer Eltern oder Vormünder widersetzten. Für die Unterkunft und Verpflegung der Kranken hatten deren Angehörige zu zahlen. Markgraf Carl Alexander stellte gegen Ende jenes Jahrhunderts das gegenüberliegende ehemalige Prinzessinnenhaus als Irrenanstalt zur Verfügung. 1789 und 1791 erhielt es große Seitengebäude, 1806/07 einen weiteren Flügel mit Badstube und Sturzbad.

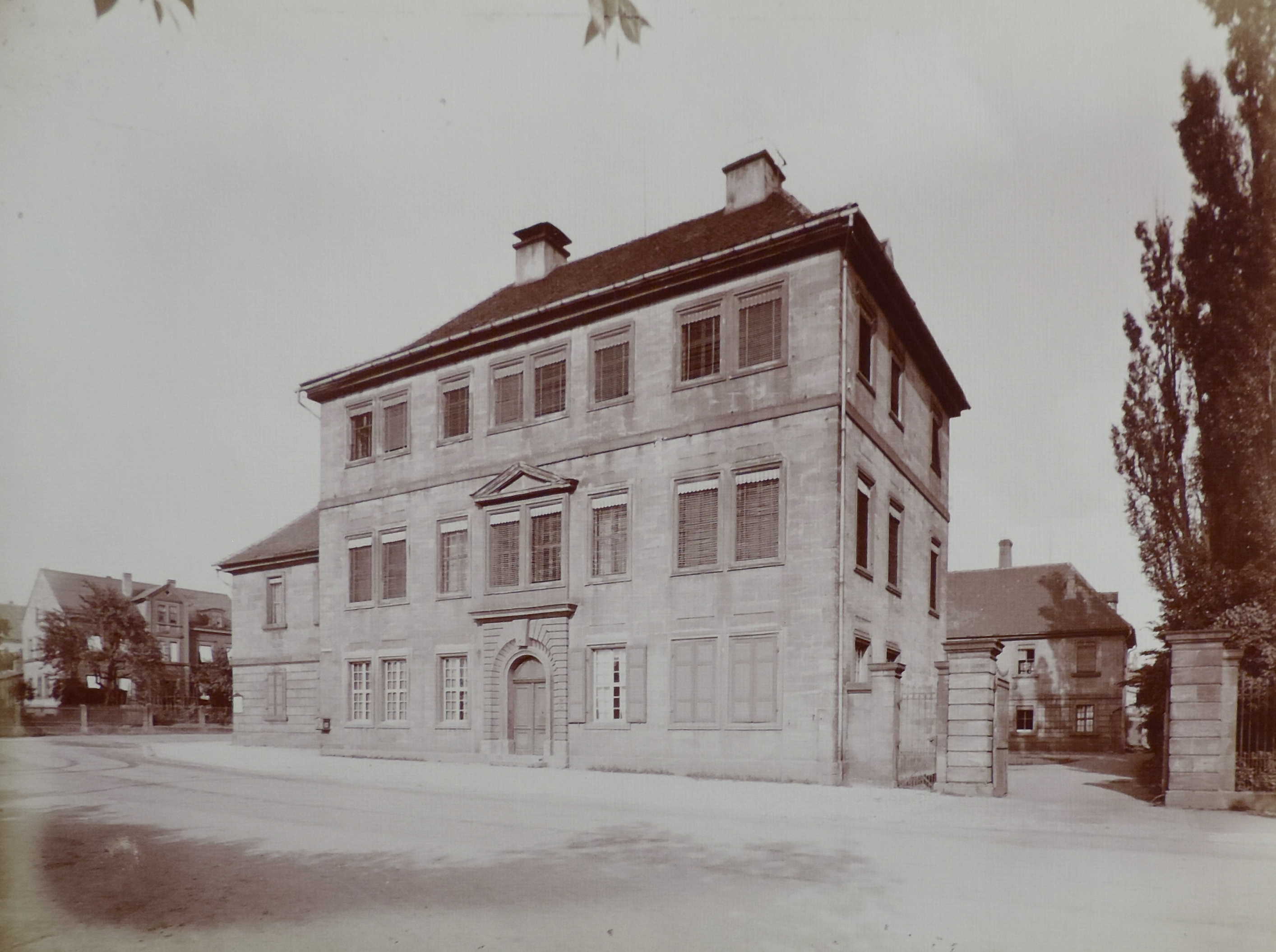
Prinzessinnenhaus im Stadtteil Sankt Georgen (1905)

In der früher „Bayreuther Irrenhaus“ genannten psychiatrischen Anstalt herrschten anfangs offenbar verheerende Verhältnisse, wie eine Untersuchungskommission feststellte. Erwähnt wurden miserables Essen, Korruption der Bediensteten und medizinalpolizeiliche Mängel. Der auf Veranlassung Karl August von Hardenbergs von Torgau nach Bayreuth berufene Johann Gottfried Langermann machte zwischen 1803 und 1810 als Nachfolger des ersten Arztes aus dem „Narrenhaus“ eine Musteranstalt der damaligen Zeit. Er gilt als Pionier der wissenschaftlichen Seelenheilkunde und Begründer der ersten psychischen Heilanstalt in Deutschland. Die Anstalt wies 22 Stuben, drei Kammern und zwei Verwahrplätze auf, dazu Aufenthaltsräume, Speise- und Arbeitszimmer sowie Wohnungen für die Wärter. Der künstlerisch verzierte „Operationssaal“ diente „als Versammlungsort für diejenigen Irrkranken, welche in Gegenwart des Arztes entweder die Anwendung der Elektrizität, der ... oder der Stibiatbetupfungen erhalten, ferner zum Aufenthaltsort für diejenigen, welche durch Musik auf einem Fortepiano oder Violin sich selbst oder andere aufheitern können ...“. Gegenüber früheren „gewaltsamen Zwangsmitteln“ galten Sturzbad, Zwangskasten, finsteres Gefängnis, Zwangshemd, Tretrad, eiserne Maske und verringerte Beköstigung als fortschrittlich. 1857 berichtete die Bayreuther Zeitung von einer Phase der Stagnation und einem Rückfall in schlimme Zustände, in der Folge führte Friedrich Karl Stahl wiederum Reformen durch.

Umgebungsplan der Kreis-Irrenanstalt (um 1880)

Kreisirrenanstalt (um 1900)

Hauptgebäude der Kreisirrenanstalt (um 1900)

Da die Anstalt an der Grenze ihrer Leistungsfähigkeit angelangt war, beschloss der Landrat von Oberfranken am 20. Juni 1864 den Bau eines neuen Krankenhauses, nachdem die Stadt lange mit Bamberg um dessen Sitz gestritten hatte. Am 16. Mai 1870 wurde die Kreisirrenanstalt Bayreuth eröffnet, deren Bau 885.000 Gulden gekostet hatte. Der neue Komplex war in sechs Hauptabteilungen gegliedert, das Verwaltungsgebäude enthielt Wohnungen für die Leitung und die Oberärzte. Es gab eine moderne Dampfküche, eine Dampfwäscherei, Luftheizung und eigene Badeöfen. Als Erstes zogen die 70 Bewohner der alten Anstalt in Sankt Georgen ein.
Die zunächst auf 250 Kranke ausgelegte Kapazität der Anstalt reichte bald nicht mehr aus. Nach Erweiterungen auf 400 Patienten im Jahr 1898 betrug die tatsächliche Belegung bereits 520, ein Höhepunkt wurde 1904 mit 705 Personen erreicht. Immer wieder wurden hastig zusätzliche Stockwerke, Flügel, Gebäude oder Pavillons gebaut, um den Zustrom der Patienten unterzubringen. Entlastung brachte 1905 vorübergehend der Bau einer zweiten „Kreisirrenanstalt“ in Kutzenberg bei Lichtenfels.
Der erste Direktor Joseph Engelmann schaffte den mechanischen Zwang (Zwangsjacke) ab und setzte u. a. auf warme Bäder, Medikamente sowie Arbeits- und Beschäftigungstherapien. Eine Kokosmattenweberei, in der Patienten arbeiteten, warf Gewinn ab. 1906 wurde das Haus in Heil- und Pflegeanstalt Bayreuth umbenannt; diesen Namen behielt die Einrichtung bis 1964.
Die Arbeit in der Pflege war hart: Der Arbeitstag begann im Sommer bereits um 4.30 Uhr und dauerte bis in den späten Abend. Um den schlecht bezahlten Dienst attraktiver machen, wurde für das Personal ein Pensionsfonds eingerichtet. Auch der Beruf des Psychiaters war wenig begehrt. 1906 fand die Anstalt lange keinen vierten Assistenzarzt, zur Aushilfe griff man auf niedergelassene praktische Ärzte aus der Stadt zurück.
Neben der öffentlichen Anstaltspsychiatrie gab es in Bayreuth mehrere private „Irreninstitute“, die – da in der Regel vermögenden Patienten vorbehalten – entsprechend luxuriös ausgestattet waren. Hervorzuheben ist die 1861 gegründete Anstalt für männliche und weibliche israelitische Kranke von Simon Würzburger. Dessen Sohn Albert verlegte die Klinik 1894 aus der Innenstadt in die untere Herzoghöhe, in seinem Sanatorium wurden Nervenerkrankungen jeder Art behandelt. Im zugehörigen „Kurhaus Mainschloß“ lebte von 1907 bis zu seinem Tod der Schriftsteller Oskar Panizza.

### Zeit des Nationalsozialismus
Am 14. Oktober 1933 verabschiedeten die mittlerweile herrschenden Nationalsozialisten das Gesetz zur Verhütung erbkranken Nachwuchses. Ihrer Ideologie entsprechend sollte das „Minderwertige“ von der Fortpflanzung ausgeschlossen sein, um einen „rassereinen Volkskörper“ zu bilden. Noch im Jahr 1933 wurde ein Oberarzt der Heil- und Pflegeanstalt in Berlin in „Rassenhygiene“ unterwiesen. 1934 wurden 53 Männer und 17 Frauen der Anstalt gegen ihren Willen im Städtischen Krankenhaus zwangssterilisiert. Bis 1940 sind 325 Zwangssterilisationen von Anstaltsinsassen aufgrund erbgesundheitlicher Gerichtsverfahren dokumentiert, nur in 25 Fällen lehnte das Gericht entsprechende Anträge ab.
1937/38 verfügte die Heil- und Pflegeanstalt über 660 Betten. Aufgrund ihrer Nähe zum Richard-Wagner-Festspielhaus und dem besten Wohnviertel Bayreuths, der 1936 errichteten Hans-Schemm-Gartenstadt, missfiel die Einrichtung den Nationalsozialisten. Im Juli 1940 sprach Oberbürgermeister Friedrich Kempfler deshalb in Berlin vor. Bis 1939 hatte man sich damit begnügt, den Patienten über Lautsprecheranlagen die Übertragungen von Hitlerreden und Propagandasendungen zuzumuten. Nach dem Beginn des Zweiten Weltkriegs sollte die Heil- und Pflegeanstalt endlich „für andere Zwecke“ freigemacht werden; am 1. Oktober 1940 wurde sie „auf ausdrücklichen Befehl des Führers“ für aufgelöst erklärt.
Anfang Oktober 1940 wurde die Anstalt geräumt, 511 Patienten wurden in Sonderzügen nach Kutzenberg, Erlangen und Ansbach verlegt. Im Zuge der Aktion T4 wurden von September 1940 bis Juni 1941 insgesamt 446 Menschen aus Kutzenberg ermordet. Erste Opfer waren zehn jüdische Patienten, die in die Tötungsanstalt Brandenburg an der Havel gebracht worden waren. Von den anderen wurden gut zwei Drittel in die Tötungsanstalt Schloss Hartheim nach Oberösterreich und ein knappes Drittel in die Tötungsanstalt Sonnenstein bei Pirna in Sachsen verlegt. In Hartheim, einer von insgesamt sechs Tötungsanstalten des Reichs, wurden die Menschen in Gaskammern mit Kohlenmonoxid vergiftet, das aus Duschköpfen in angeblichen Waschräumen strömte – einer der Probeläufe für die spätere industrielle Massentötung von Menschen. Mit Totenscheinen, auf denen die Todesursache und der Sterbeort gefälscht waren, wurden die Morde vertuscht. Unter den im Rahmen der Aktion T4 Ermordeten waren auch mehr als 150 ehemalige Patienten aus Bayreuth; 76 von ihnen wurden am 2. November 1940 von Erlangen nach Hartheim geschafft und dort vergast. Insgesamt wurden 95 nach Erlangen und 61 nach Kutzenberg verlegte Bayreuther Patienten umgebracht, aus Ansbach sind keine Zahlen bekannt.
1940 wurde das Haus in ein Kinderheim umgewandelt, etwa 100 ehemalige Patienten verblieben als Arbeitskräfte. Im Rahmen der Kinderlandverschickung wurden die geräumten Gebäude als Lager für 400 bis 500 zehn bis vierzehnjährige Mädchen genutzt.
Der stellvertretende Leiter der Heil- und Pflegeanstalt Bayreuth war Beisitzer am 1934 eingeführten Erbgesundheitsgericht. Fast 1500 Menschen wurden vor dieses Gericht gestellt, 1123 von ihnen gegen ihren Willen sterilisiert. Die Zwangssterilisationen erfolgten im Städtischen Krankenhaus.

### 1945 bis 1970er Jahre
Im Sommer 1945 wurde durch die US-amerikanische Militärregierung auf dem Gelände ein Gefangenen- und Internierungslager für Deutsche eingerichtet. Zudem diente es als Entlassungslager für kriegsgefangene Soldaten der deutschen Wehrmacht. In den Jahren 1946/47 wurde es als Lager für jüdische Displaced Persons (DPs) verschiedenster Nationalitäten genutzt, die von der UN-Flüchtlingsbehörde UNRRA versorgt wurden.
1947 wurde das Haus wiedereröffnet. 1960 verfügte es über 1200 Betten, 1964 wurde es in Nervenkrankenhaus Bayreuth umbenannt. 1969 erreichte man die Zahl von 1486 Betten, damit war das Nervenkrankenhaus Oberfrankens größte Krankenanstalt. 1987 erfolgte ein Umbau, 1995 und 2003 folgten Neubauten. 2004 wurden die Betten der Klinik für Neurologische Rehabilitation an die Klinik Hohe Warte abgegeben.
Bis in die 1980er Jahre hinein waren die Patienten noch in großen Schlafsälen untergebracht. Die waren in sogenannte Boxen, die lediglich durch halbhohe Wände mit Glasscheiben voneinander abgetrennt waren, mit jeweils sechs Betten unterteilt. Stationsbäder dienten jeweils dutzenden Patienten zum Waschen zu vorgegebenen Zeiten, die Kleidung durften sich die Patienten nicht selbst aussuchen. Jeweils eine Gruppe von rund 20 Patienten wurde von einem „Saalpfleger“ beaufsichtigt. Männer und Frauen waren im damaligen Nervenkrankenhaus strikt voneinander getrennt. Die Häuser auf dem BKH-Gelände tragen noch immer Kürzel mit den Buchstaben M (für „Männer“) und F (für „Frauen“).
Auch das Pflegepersonal unterlag strengen Regeln. Bis in die 1930er Jahre hinein hatten Pfleger, die auf dem Anstaltsgelände wohnten, sogar eine Ausgangserlaubnis benötigt. Aber auch 1956 musste heiratswilliges Personal noch das Einverständnis seines Chefs, des Pflegevorstands, einholen.
Arbeits- und Beschäftigungstherapie war in früheren Zeiten Sache des Pflegepersonals. Patienten fädelten beispielsweise Schnüre in Weihnachtstütchen ein, bauten Steckdosen für die Industrie oder die Vorläufer des Bobby-Cars für den Spielzeughersteller BIG. Andere arbeiteten in Haushalten von Ärzten oder für Pfleger. Viele Patienten erlangten spezielle Kenntnisse und waren wertvolle Arbeiter, zumal manche bis zu 20 oder 30 Jahre im Nervenkrankenhaus verbrachten. Aus den Hungerjahren nach den beiden Weltkriegen, die viele Patienten wegen Unterversorgung das Leben gekostet hatten, hatte man gelernt, dass Landwirtschaft überlebenswichtig sein konnte. Auf dem Klinikgelände wurden daher Feldfrüchte angebaut und Nutztiere gehalten; es gab sogar ein eigenes Schlachthaus. Mit Kirche, Geschäft, Friseur und Zahnarzt wurde die Klinik eine eigene kleine Stadt.
Im April 1972 durfte eine Patientin zum ersten Mal seit 30 Jahren das Nervenkrankenhaus für ein paar Stunden verlassen. Der im Januar 1972 gegründete Verein Kontakt hatte für Patienten, die damit vielfach ebenfalls seit Jahren erstmals wieder mit der Außenwelt in Berührung kamen, eine Fahrt ins Fichtelgebirge organisiert.

### Von der Psychiatriereform bis heute

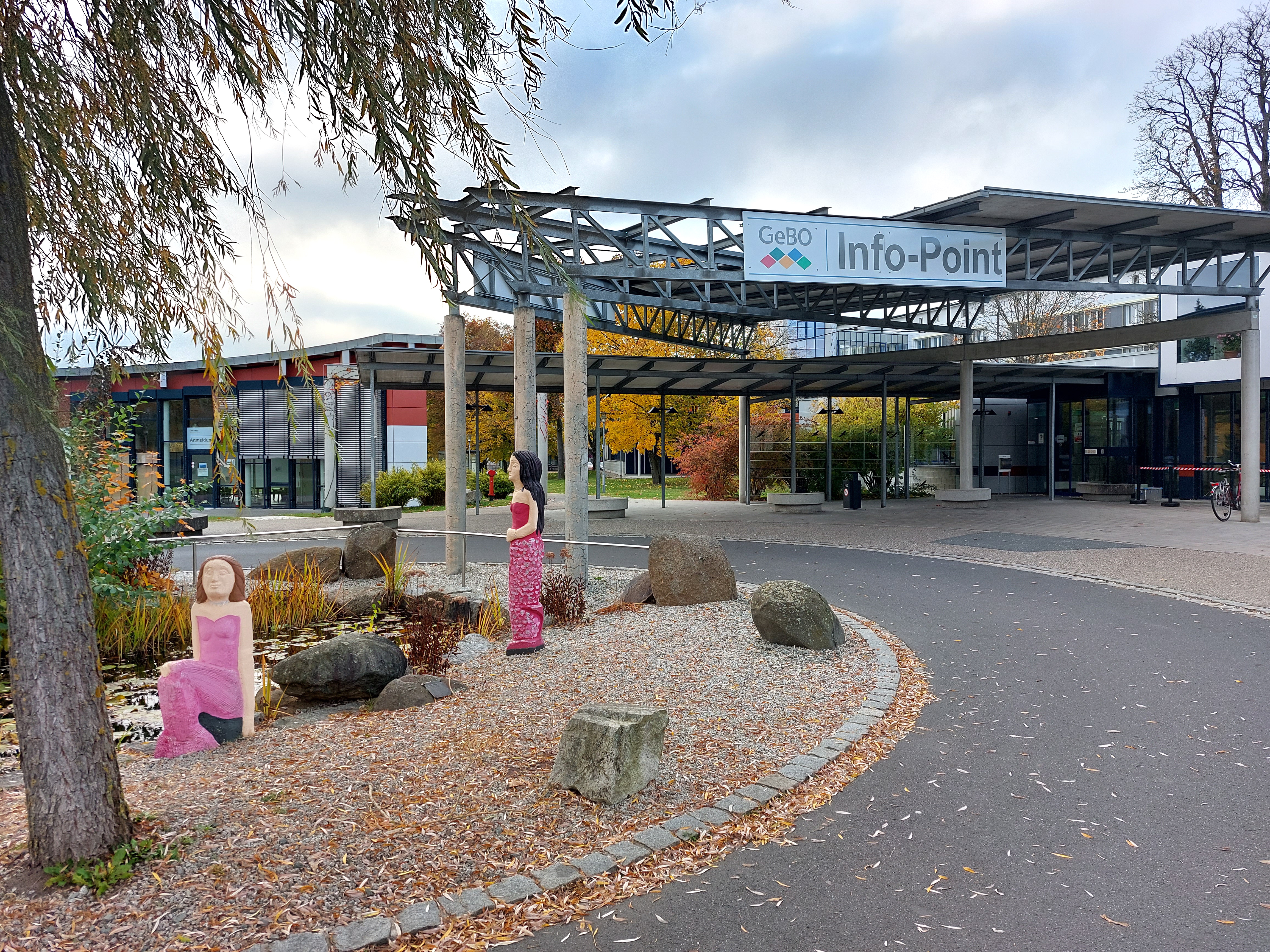
Haupteingang des Gebäudes DTZ, links die Cafeteria

Die Enthospitalisierung in den 1970er und 1980er Jahren führte zu einer Reduzierung der stationären Unterbringungen auf derzeit (Stand: 2020) rund 550 Patienten. Reformvorschläge der Enquetekommission des Bundestages von 1975 wurden in Bayreuth unter dem damaligen Direktor Felix Böcker Zug um Zug umgesetzt. Die Mauer, die das Krankenhausgelände früher umgab, wurde abgerissen, die Überbelegung abgebaut. Die Fremdbestimmung in der alten Anstalt wurde durch Elemente der Selbstbestimmung abgelöst. Es wurden Hausversammlungen für Patienten und Pflegepersonal eingerichtet, Anfang der 1980er Jahre wurde die Geschlechtertrennung schrittweise aufgehoben. Die durchschnittliche Verweildauer von Patienten in der Bayreuther Erwachsenenpsychiatrie betrug im Jahr 2019 nur noch 20 bis 30 Tage.
In der Klinik für Forensische Psychiatrie können rund 180 Patienten behandelt werden. Bis zum 6. August 2013 saß dort Gustl Mollath ein, dessen Fall seit 2012 in den Medien diskutiert wird. Bis Mitte 2015 befand sich auch der im Fall Peggy Knobloch bekannt gewordene Ulvi Kulaç unter den im Rahmen des Maßregelvollzugs untergebrachten Patienten. Weitere Bereiche sind die Gerontopsychiatrie, Kinder- und Jugendpsychiatrie und -psychotherapie, die Suchtmedizin und die Heilpädagogik. Am 3. Oktober 1990 wurde die erste Station der Klinik für Neurologische Rehabilitation eröffnet.
Damit psychisch erkrankte Patienten möglichst im gewohnten Umfeld bleiben können, stehen eine Tagesklinik für Erwachsenenpsychiatrie mit 30 Plätzen und eine psychosomatische Tagesklinik mit acht Plätzen zur Verfügung. Außerdem gibt es eine Tagesklinik für Kinder mit acht sowie eine für Jugendliche mit sechs Plätzen. In der Psychiatrischen Institutsambulanz werden Menschen mit schweren psychischen Erkrankungen und anhaltenden seelischen Beeinträchtigungen behandelt, betreut und in individuell erforderlichem Ausmaß begleitet, indem mehrere Berufsgruppen zusammenwirken.
Zwei Stunden pro Tag arbeitet der Mischlingshund Murphy als Therapiehund am Bezirkskrankenhaus Bayreuth. In der „Alten Wäscherei“, die als solche nicht mehr genutzt wird, finden regelmäßig Vorträge, Lesungen und Fortbildungen statt.

## Struktur
Das Krankenhaus hat folgende Kliniken:
- Klinik für Psychiatrie, Psychotherapie und Psychosomatik
- Klinik für Kinder- und Jugendpsychiatrie und -psychotherapie in einem 1992/93 errichteten Neubau[22]
- Klinik für Forensische Psychiatrie (Leiter: Volkmar Blendl)

Im Bezirkskrankenhaus existieren unter anderem eine Cafeteria, eine Kirche und eine Mehrzweckhalle. Das parkähnliche Gelände ist nicht abgesperrt, es kann rund um die Uhr betreten werden; eine Bushaltestelle innerhalb des Geländes wird von der Stadtbuslinie 309 angefahren.
1996 wurde das damalige Nervenkrankenhaus (NKH) an die an das Gasversorgungsnetz der Bayreuther Energie und Wasserversorgung GmbH (BEW) angeschlossen und die Wärmeversorgung mit leichtem Heizöl aufgegeben.

## Pflegeschule
Der Einrichtung angeschlossen ist eine Schule für spezialisierte Psychiatriepflege. Sie wurde 1922 eingerichtet und nach dem Zweiten Weltkrieg im Jahr 1954 mit 13 Schülern wiedereröffnet. Den Unterricht mussten die Schüler früher in ihrer Freizeit nach der praktischen Arbeit besuchen. 1985 bewarben sich 1600 Ausbildungswillige um einen der damals 36 freien Ausbildungsplätze, darunter ihr heutiger Leiter Thomas Kirpal.
Das für die Pflegeschülerinnen 1954/55 errichtete achtstöckige  Wohnheim war das erste Hochhaus der Stadt und ein Grund, weshalb die Bayreuther Feuerwehr ihre erste Drehleiter erhielt. Die 15- und 16-jährigen Mädchen gelangten über den sogenannten Jungfernsteg von dort in die benachbarten Unterrichtsräume. Die Brücke verlief weit über das Gelände, so dass die Mädchen konsequent von den männlichen Patienten abgeschirmt waren. Das markante „Schwesternwohnhaus“ wurde im Jahr 2008 wieder abgebrochen.
Seit 1986 ist es möglich, sich zur Fachkrankenschwester beziehungsweise zum Fachkrankenpfleger für Psychiatrie weiterbilden zu lassen. Von den 520 Krankenpflegekräften im Bezirkskrankenhaus haben rund 60 die zweijährige Zusatzausbildung zum Fachpfleger für Psychiatrie absolviert.